# Cameronella auriventris
Cameronella auriventris är en stekelart som först beskrevs av William Harris Ashmead 1900.  Cameronella auriventris ingår i släktet Cameronella och familjen puppglanssteklar. Inga underarter finns listade.